# Spotter (éditeur de logiciel)
Pour les articles homonymes, voir Spotter.
Spotter (éditeur de logiciel), une marque du groupe Akio[Qui ?], est un fournisseur de services et un éditeur de logiciel dans le domaine de la fouille de textes (text mining en anglais) et de la veille en entreprise afin de transformer un corpus de textes en une série d'indicateurs numériques qui sont ensuite visualisés sous la forme de graphiques. L'objectif est de synthétiser l'information quotidiennement diffusée sur le Web.

## Historique
Spotter a été fondée en 1998 par Ana Athayde et Jean-Pierre Gauyau avec le but de suivre les mouvements d'opinion relatifs aux allégations de corruption du Comité international olympique (CIO). Ensuite, Spotter réalisa la revue de presse de l'Association internationale des fédérations d'athlétisme (IAAF). L'activité s'est élargie aux domaines politiques et économiques, toujours à partir des documents de la Presse,. Progressivement, à partir des années 2007-2008, la collecte d'information a été étendue aux blogs et aux échanges des réseaux sociaux. La notion de texte est ainsi prise au sens large pour inclure à la fois les dépêches d'agences de presse, les articles de journaux, les fragments de blogs textuels ou de microblogage (i.e. les tweets). 
Début octobre 2014, la société est rachetée par AKIO Software.

## Contexte
L'objectif est de pouvoir déterminer ce qui est publié sur un sujet précis sur le Web. Il s'agit par exemple de calculer: « qu'est-ce que l'on dit de mon produit sur le Web ? » en consultant les blogueurs prescripteurs ou encore : « Quels sont les comparatifs des pneus parus depuis trois mois en Allemagne et aux Pays-Bas ? » qu'il faut chercher à la fois en allemand et en néerlandais.
Cette analyse peut s'effectuer selon de nombreux critères parmi lesquels les plus importants sont: 
- le critère de la périodicité:
  - soit en synchronie. Il s'agit au jour le jour de déterminer ce qui est pertinent. Le terme professionnel habituellement employé est celui de "daily monitoring".
  - soit en diachronie. Il s'agit, sur une période de quelques semaines ou mois, de collecter et regrouper un ensemble de textes afin de calculer des tendances de fond.
- le critère de la (ou les) langue(s) pour ne sélectionner qu'un sous-ensemble des langues du Web.
- le thème pour ne sélectionner que des documents qui traitent d'un certain sujet sémantique.
- la source ou le type de source d'information.

## Activité
Spotter fournit deux types de services : soit une prestation « clef en main » réalisée par des analystes, soit l'accès à la plate-forme technique en mode SaaS. Au début 2012, pour la prestation « clef en main », Spotter couvre les 23 langues européennes et l'arabe avec un groupe d'analystes professionnels de 25 personnes. À cette même date, la plate-forme technique est disponible en 18 langues européennes.

## Logiciels
La plate-forme technique combine trois technologies différentes. 
1. La couche basse est une analyse linguistique en 18 langues effectuée par l'analyseur sémantique TagParser de Tagmatica. L'analyse repose sur la base de connaissances GlobalAtlas comprenant les noms propres de 18 Wikipedias différentes, ce qui représente un million de noms organisés en une ontologie d'un millier de types[5].
2. La couche intermédiaire est un module mathématique qui réalise les calculs statistiques sur un index de l'ordre de 1,5 million de documents. Des indicateurs composites sont créés spécifiquement pour chaque projet afin de calculer les scores d'impact.
3. Enfin, la troisième partie est dédiée à la présentation sous forme de listes, de nuages d'entités nommées, de tableaux de bord[6] et de graphiques paramétrables à la volée.

## Utilisateurs
Parmi les références, figurent des entreprises majeures comme Air France, Goodyear Tire and Rubber Company, EDF ou McDonald's et des ministères comme le gouvernement de Dubaï (émirat), le Ministère français de l'industrie ou la Commission européenne.

## Site Web
- Site officiel